# Kulina (gmina Derventa)
Kulina (cyr. Кулина) – wieś w Bośni i Hercegowinie, w Republice Serbskiej, w gminie Derventa. W 2013 roku liczyła 417 mieszkańców.